# Galaktikus polgárháború
A galaktikus polgárháború (Y. e. 19 – Y. u. 5) a Csillagok háborúja univerzumban lejátszódott háború, amelyet az eredeti trilógia filmjeiben (Egy új remény, A Birodalom visszavág és A jedi visszatér) mutattak be. A háború a Galaktikus Birodalom és a Lázadó Szövetség között zajlott le.
A háború nem hivatalosan akkor kezdődött, amikor Anakin Skywalker átalakult az Erő sötét oldala által befolyásolva Darth Vaderré. A helyzet súlyosbodott, amikor Palpatine szenátor (aki ezalatt a Birodalom császára lett) és Palpatine elrendelte a 66-os parancs végrehajtását, ami a jedi lovagok kiirtását eredményezte. A sötét oldalra átállt Anakinon kívül csupán néhány jedi élte túl a vérengzést, köztük Yoda mester és Obi-Wan Kenobi.
Egy új és gonosz világrend lépett érvénybe (terror és félelem által fenntartva) az egész galaxisban. Ennek eredményeképpen megalakult a Lázadó Szövetség. A császárnak kapóra jött a Szövetség megalakulása, mert ez egy okot adott neki, hogy eltörölje a Galaktikus Köztársaság utolsó nyomait is. Ugyanekkor ki tudta mutatni a Birodalmi flotta erejét is, de ez a bizalma a hadseregben volt a Birodalom gyengesége, amely végül is a vesztét okozta.
A Lázadó Szövetség nem volt túl hatékony az első években. De a yavini csata, amely a Halálcsillag elpusztítását eredményezte, fordulópontot jelentett a háborúban és a galaxis történelmében egyaránt. A Birodalom visszavágott és elpusztította a lázadók bázisát a Hoth bolygón, majd egy újabb Halálcsillag építésébe kezdtek. Ezt a második Halálcsillagot az endori csatában elpusztították, amikor elesett Darth Vader és maga a császár is. Ezzel úgy látszott, hogy a Birodalomra végzetes csapást mértek és a polgárháborúnak vége.
Ekkor a Birodalmat kiskirályok kezdték uralni és még mindig kezükben tartották a birodalom legnagyobb részét. A Lázadó Szövetség átalakult az Új Köztársasággá és elkezdte visszafoglalni a létfontosságú Birodalmi bolygókat, beleértve Coruscantot (a Galaktikus (más néven Régi) Köztársaság és a Galaktikus Birodalom volt fővárosa). Néhány év harc után sikerült elfoglalni.
Később aláírtak egy szerződést a Birodalom maradéka és az Új Köztársaság között, 20 évvel a yavini csata után.
Nagyobb csaták listája:
- Nagy Jedi Tisztogatás (66-os parancs) – Y. e. 19
- Manahua ostroma – Y. e. 18
- Yavini csata – 0
- Hothi csata – Y. u. 3
- Endori csata – Y. u. 4